# Rodelinda (drottning)
Rodelinda, död 700, var drottning av det Langobardiska riket som gift med kung Perctarit (kung 661-688).
Hon satt som gisslan i Benevento 662-671. Hon fungerade som regent under sin makes frånvaro, och säkerställde sin sons trontillträde 688. 